# 898 в Україні
898 в Україні — це перелік головних подій, що відбулись у 898 році на території сучасних українських земель. Також подано список відомих осіб, що народилися та померли в 898 році.

## Події
- Облога Києва — напад кочівників-угорців на чолі з ханом Алмошем на Київ в ході їх кочування на захід і попередній завоюванню батьківщини на Дунаї (з центром в Паннонії)[1].
- Перша писемна згадка про місто Галич[2][3][4] - колишньої столиці Галицько-Волинського князівства, наймогутнішої твердині на південно-західних давньоруських землях, а нині - центру Галицької міської громади Івано-Франківської області з населенням близько 6307 осіб. (01.01.2020)[5]

## Засновані, створені
- перша писемна згадка про місто Галич